# Liên đoàn Quốc tế về Điều khiển Tự động
Liên đoàn Quốc tế về Điều khiển Tự động, viết tắt là IFAC (International Federation of Automatic Control) là một tổ chức phi chính phủ, phi lợi nhuận quốc tế hoạt động trong lĩnh vực nghiên cứu điều khiển tự động và ứng dụng của nó.
IFAC thành lập năm 1957 , hiện có 52 tổ chức quốc gia thành viên (NMO), đại diện cho khoa học kỹ thuật và các hiệp hội có liên quan với điều khiển tự động trong đất nước của mình.
Năm 1978 IFAC chuyển về Laxenburg gần Vienna, nước Áo.

## Hoạt động
IFAC tổ chức 3 năm một kỳ đại hội.
| Nr.      | Năm  | Đại hội tại | Đại hội tại | Nhiệm kỳ  | Chủ tịch            | Chủ tịch     |
| -------- | ---- | ----------- | ----------- | --------- | ------------------- | ------------ |
| IFAC 21. | 2017 | Toulouse    | Pháp        |           |                     |              |
| IFAC 20. | 2014 |             |             | 2014-2017 | Janan Zaytoon       | Pháp         |
| IFAC 19. | 2011 |             |             | 2011-2014 | Ian Craig           | Nam Phi      |
| IFAC 18. | 2008 | Seoul       | Hàn Quốc    | 2008-2011 | Alberto Isidori     | Ý            |
| IFAC 17. | 2005 |             |             | 2005-2008 | Wook Hyun Kwon      | Hàn Quốc     |
| IFAC 16. | 2002 |             |             | 2002-2005 | Vladimir Kucera     | Cộng hòa Séc |
| IFAC 15. | 1999 |             |             | 1999-2002 | Pedro Albertos      | Tây Ban Nha  |
| IFAC 14. | 1996 |             |             | 1996-1999 | Yong-Zai Lu         | Trung Quốc   |
| IFAC 13. | 1993 |             |             | 1993-1996 | Stephen J. Kahne    | Hoa Kỳ       |
| IFAC 12. | 1990 |             |             | 1990-1993 | Brian D.O. Anderson | Úc           |
| IFAC 11. | 1987 |             |             | 1987-1990 | Boris Tamm          | Liên Xô      |
| IFAC 10. | 1984 |             |             | 1984-1987 | Manfred Thoma       | Đức          |
| IFAC 9.  | 1981 |             |             | 1981-1984 | Tibor Vamos         | Hungary      |
| IFAC 8.  | 1978 |             |             | 1978-1981 | Yoshikazu Sawaragi  | Nhật Bản     |
| IFAC 7.  | 1975 |             |             | 1975-1978 | Uolevi A. Luoto     | Phần Lan     |
| IFAC 6.  | 1972 |             |             | 1972-1975 | John C. Lozier      | Hoa Kỳ       |
| IFAC 5.  | 1969 |             |             | 1969-1972 | Victor Broida       | Pháp         |
| IFAC 4.  | 1966 |             |             | 1966-1969 | Pawel J. Nowacki    | Ba Lan       |
| IFAC 3.  | 1963 |             |             | 1963-1966 | John F. Coales      | Anh Quốc     |
| IFAC 2.  | 1960 | Moscow      | Liên Xô     | 1960-1963 | Eduard Gerecke      | Thụy Sĩ      |
| IFAC 1.  | 1958 |             |             | 1958-1960 | Aleksander M. Letov | Liên Xô      |
| IFAC 0.  | 1957 | Paris       | Pháp        | 1957-1958 | Harold Chestnut     | Hoa Kỳ       |
| Dự thảo  | 1956 | Heidelberg  | Đức         | Interim   | Victor Broida       | Pháp         |

## Xuất bản
IFAC xuất bản các tạp chí:
- Automatica
- Control Engineering Practice
- Annual Reviews in Control
- Journal of Process Control
- Engineering Applications of Artificial Intelligence
- Journal of Mechatronics